# Nikolaj Harlis Poulsen
Nikolaj Harlis Poulsen er bassist i det danske dødsmetal band Blood Label. Han har også fungeret som live-medlem i Hatesphere.

## Udgivelser
- Blood Label - Existence Expires (2011) [3]
- Blood Label - Skeletons (2013)[3]
- Roam The Streets – Volume II (2016)[3]